# Fabbrica Curone
Fabbrica Curone é uma comuna italiana da região do Piemonte, província de Alexandria, com cerca de 838 habitantes. Estende-se por uma área de 53,64 km², tendo uma densidade populacional de 16 hab/km². Faz fronteira com Albera Ligure, Cabella Ligure, Gremiasco, Montacuto, Santa Margherita di Staffora (PV), Varzi (PV), Zerba (PC).

## Demografia
| Variação demográfica do município entre 1861 e 2011                               |
|                                                                                   |
| Fonte: Istituto Nazionale di Statistica (ISTAT) - Elaboração gráfica da Wikipedia |